# Libia en los Juegos Paralímpicos de Tokio 2020
Libia estuvo representada en los Juegos Paralímpicos de Tokio 2020 por dos deportistas masculinos. El equipo paralímpico libio no obtuvo ninguna medalla en estos Juegos.